# Campodimele
Campodimele – miejscowość i gmina we Włoszech, w regionie Lacjum, w prowincji Latina.
Według danych na rok 2004 gminę zamieszkiwało 707 osób, 18,6 os./km².